# 亚马孙蚁鵙
亚马孙蚁鵙（学名：Thamnophilus amazonicus）又名亚马逊蚁鵙，是蚁鵙科蚁鵙属的一种。它们生活在巴西的亚马孙盆地中，东起马拉尼昂州，西至哥伦比亚、厄瓜多尔、秘鲁和玻利维亚皆有分布。此外，它们还分布在圭亚那、苏里南、法属圭亚那以及委内瑞拉的两个地区。
亚热带和热带的低地森林与沼泽是亚马孙蚁鵙的自然栖息地。
亚马孙蚁鵙可在几乎整个亚马孙盆地和圭亚那地区发现，除了委内瑞拉西南的一小块地区以及位于盆地西北部的巴西罗赖马州外。